# Лопацкие
Лопацкие (пол. Łopacki) — дворянский род.
Предки этого рода в 1627 году владели дворянскими недвижимыми имениями в Киевской губернии, переходившими наследственно к потомкам, и жалованы были от королей польских привилегиями на чины и должности.

## Описание герба
В лазоревом щите серебряная подкова, обращённая шипами вниз. На ней золотой крест с широкими концами. Внутри подковы такой же золотой крест.
Щит увенчан дворянским коронованным шлемом. Нашлемник: три страусовых пера, из коих среднее — серебряное, а крайние — лазоревые. Намёт: справа лазоревый с серебром, слева — лазоревый с золотом.